# Fotogravur
Fotogravuren sind Gravuren von Fotos, Bildern oder Grafiken auf Werkstoffe wie z. B. Metall, Stein oder Glas. Zur Herstellung von Fotogravuren werden verschiedene Gravurverfahren angewandt. Fotogravuren findet man häufig in Form von Schmuckstücken auf Gold-, Silber-, Edelstahl- oder Steinanhängern. Auch in der Werbetechnik findet die Fotogravur immer mehr Verbreitung, hier werden z. B. Lichtfluter oder auch Kleidungsstücke mit dieser Technik veredelt.

## Gravurverfahren

### Diamantgravur

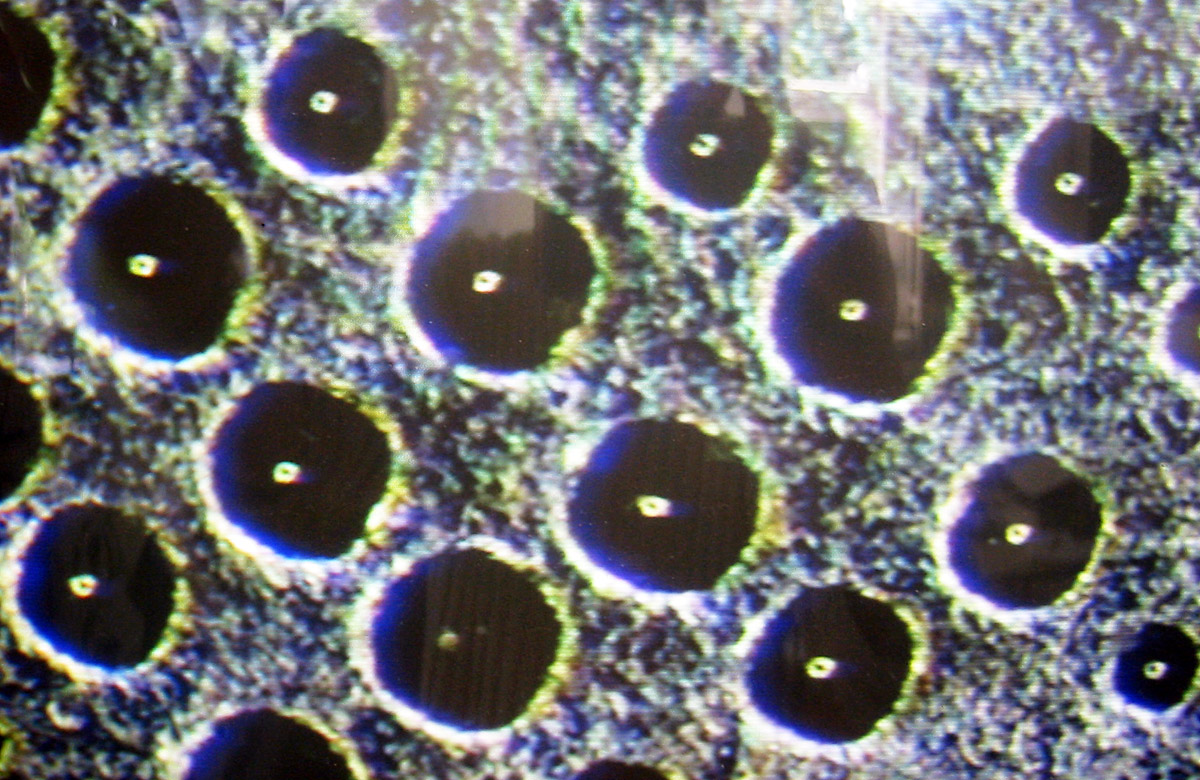
Vergrößerung einer Diamanten-Fotogravur auf poliertem Messing

Bei einer Diamantgravur wird das Bild von einer CNC-Maschine und einer Diamantspitze in das Material graviert. Dabei wird kein Oberflächenmaterial abgetragen, sondern verdichtet. Der Diamantenstichel sticht das Motiv mit einer Auflösung bis zu 600 pix/inch (herstellerabhängig) in die Oberfläche. Das Motiv liegt vertieft und kann somit im Vergleich zu einer Lasergravur nicht abgerieben werden.
Durch die konischen Vertiefungen spiegelt sich das einfallende Licht. Somit erscheint das gravierte Bild nur aus bestimmten Blickwinkeln. Optimale Gravurergebnisse lassen sich auf relativ weichen und polierten Metallen herstellen.

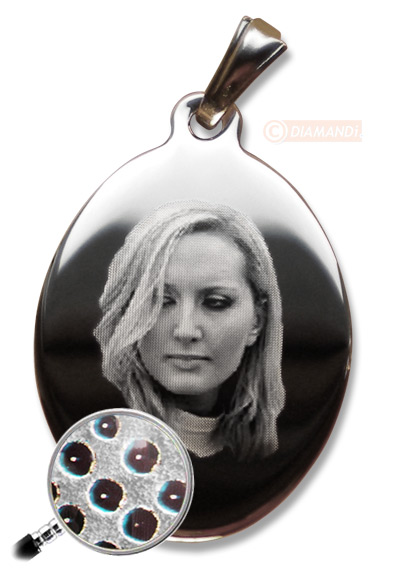
Beispiel einer Diamanten-Fotogravur auf einen Edelstahl Kettenanhänger

### Lasergravur
Bei der Lasergravur wird das Bild von einer CNC-Maschine und einem Laser in das Material graviert. Lasergravuren sind relativ günstig herzustellen, sie sind aber nicht so abriebfest wie eine Diamantgravur. Dies ist durch die geringere Gravurtiefe bedingt, allerdings können mit diesem Verfahren Materialien wie z. B. Stoffe und Hölzer graviert werden, die mit einer Diamantgravur nicht realisierbar wären. Schmuckhersteller können mit Lasergravur Fotos in Silber und Gold gravieren, mit dem Vorteil, dass die Fotos im Lauf der Zeit nicht verbleichen. Das Foto wird detailliert in den Anhänger graviert und mit einer speziellen Technik dunkler gemacht. Dadurch bleibt das Foto gut erkennbar.

### Fotogravur im Metalldruck-Verfahren
Beim Metalldruck-Verfahren wird ein spezieller Drucker für die Fotogravur verwendet. Mit einem Gravierstift wird das Motiv in sehr hoher Auflösung präzise in das Metall gehämmert. Der Vorteil dabei ist einerseits, dass ähnlich der Lasergravur kein Materialverlust entsteht und andererseits die sehr exakte Ausführung, da der Druck motivabhängig in Helligkeit, Kontrast und Auflösung eingestellt werden kann. Metalldruck eignet sich für Fotos und Texte. Es kann auf verschiedenste Metallarten sowie Acryl graviert werden.